# Coeloplana indica
Coeloplana indica är en kammanetart som beskrevs av Devanesen och Varadarajan 1942. Coeloplana indica ingår i släktet Coeloplana och familjen Coeloplanidae. Inga underarter finns listade i Catalogue of Life.